# 地上の三位一体と聖人たち、永遠の父
『地上の三位一体と聖人たち』（ちじょうのさんみいったいとせいじんたち、伊: Trinitas terrestris con santi、英: The Earthly Trinity with Saints）は、17世紀スペイン・バロック期の巨匠ホセ・デ・リベーラが1626-1635年にキャンバス上に油彩で制作した絵画 (縦393×横262センチ) である。現在、ナポリのカポディモンテ美術館に所蔵されている。「Jusepe de Ribera Hispanus / Fecit... (スペイン人フセぺ・デ・リベーラ / 制作...)」という画家の署名と制作年が記されている。この絵画は、やはり1626-1635年にキャンバス上に油彩で制作されたカポディモンテ美術館蔵の『永遠の父』（えいえんのちち、伊: Padre eterno、英: The Eternal Father）を表す絵画 (縦109×横109センチ) を補完するものとなっている。 

## 歴史
本作と『永遠の父』は、サンティッシマ・トリニタ・ディ・モーナケ教会の身廊にあった大理石の祭壇 (建築家・彫刻家であったコジモ・ファンザーゴによるもので、1628年完成した) 上に配置された。リベーラは、すでに1626年にこの教会の身廊の反対側の祭壇画として『聖ヒエロニムスと審判の天使』 (カポディモンテ美術館、ナポリ) を制作したいた。しかしながら、教会の作品が制作されるにいたった状況は不明で、美術史家による仮説の域を出ない。
本作と『永遠の父』は1813年まで教会に所蔵されていたが、教会の運営を任されていた宗教団体が解散した時に両作品は教会から取り外された。その後、ブルボン家のコレクションに入り、カポディモンテ美術館に移された。

## 作品

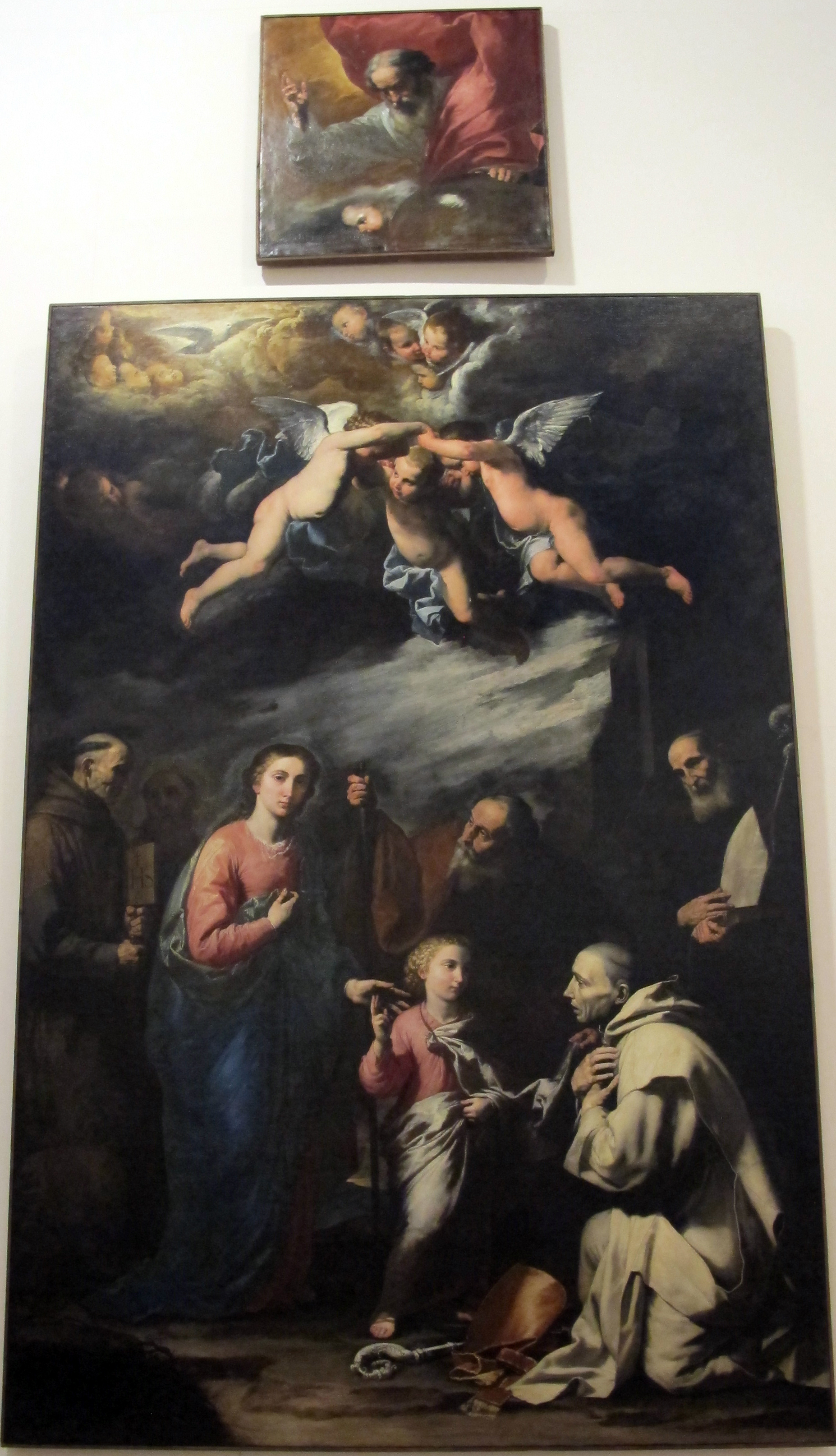
両作品の展示状況

本作はリベーラの傑作中に数えられ、1630年代から、すなわち彼の円熟期にのみ決定的に獲得される技巧を予期するものとなっている。実際、カラヴァッジョの暗闇がはっきりと強調されていたリベーラの初期作品に比べ、キアロスクーロはそれほど明らかではない。
本作の場面は、下部中央に地上の三位一体、すなわち聖家族 (聖母マリア、幼子イエス・キリスト、聖ヨセフ) 、左側に聖ベルナルドゥス、背景に聖ボナヴェントゥラ、右側に聖ベネディクトゥスと聖ブルーノを表している。聖ブルーノの図像は、リベーラのより早い時期の『聖母子と聖ブルーノ』 (ベルリン絵画館)  から採られており、後の『会則を受け取る聖ブルーノ』 (サン・マルティーノ美術館、ナポリ) にも登場する。画面中央には雲の間に開ける空が垣間見えるが、それはリベーラの構図には典型的なものである。一方、上空には、飛翔している一群の天使たちが見え、左側には聖霊のハトがいる。
本作が『永遠の神』 (神がプット、天球とともに表されている) と組み合わされれば、その図像は天上の三位一体を形成する。かくして、地上の三位一体とともに二重の三位一体を表す図像となるのである。 